# Can I Sit Next to You Girl
«Can I Sit Next to You Girl» es el primer sencillo de la banda de Hard rock AC/DC, lanzado en julio de 1974. Fue el único de la banda con Dave Evans como vocalista. Por aquel entonces, el grupo presentaba un aspecto muy "glam" y se orientaba en esa dirección. Esto fue iniciativa de los hermanos Young, ya que los otros tres integrantes de la banda les era indiferente aquellos atuendos, tan populares por las bandas de rock a principios de la década de los 70. Un año más tarde, ya sin Dave, fue regrabada con Bon Scott como cantante. Esta versión aparece como séptima canción en el álbum High voltage, lanzado en diciembre de 1975 por Albert Productions (misma discográfica con la que lanzaron el sencillo original).

## Grabaciones
Escrita por Angus y Malcolm Young, fue la primera canción creada por AC/DC, la versión de Can I Sit Next to You Girl con Dave Evans como vocalista tenía una coma justo antes de "Girl", luego con la incorporación de Bon Scott se hizo una nueva grabación y se quitó tal coma. La canción interpretada por Evans nunca fue lanzada oficialmente fuera de Australia y en ningún álbum.
Esta canción fue interpretada a menudo en los conciertos por el controvertido grupo australiano de Sleaze rock Candy Harlots, luego apareció en su sencillo de 1992 "Sister's Crazy".

## Videoclip
El videoclip fue lanzado poco después que el sencillo, en el mismo mes. Aparece la alineación de aquella época compuesta por Dave Evans (vocalista), Angus Young (guitarra líder), Malcolm Young (guitarra rítmica), Rob Bailey (bajo) y Peter Clack (batería). Fue grabado en The Last Picture Show, una sala de cine situada en Cronulla, a 20 km del centro de Sídney. Angus ya llevaba su famoso uniforme de escolar con gorra, pero Malcolm se le puede ver con un vestido de rayas amarillas y negras, también con gorra. Aparte del cantante, lo más novedoso del video es el logo de la banda en aquellos tiempos, grabado en el bombo de la batería: dos dados con las letras grabadas en las caras laterales con un trueno arriba de ellos. Es el único videoclip en que aparece el cantante original Dave Evans.

## Canción

### ConDave Evans(sencillo de 1974)
| Lado A |                               |              |          |  |
| N.º    | Título                        | Escritor(es) | Duración |  |
| 1.     | «Can I Sit Next to You, Girl» | Young/Young  | 3:05     |  |

### ConBon Scott(T.N.T., 1975)
| N.º | Título                       | Escritor(es) | Duración |  |
| 7.  | «Can I Sit Next to You Girl» | Young/Young  | 4:12     |  |

## Personal

### "Can I Sit Next to You, Girl" (1974)
- Dave Evans – vocalista
- Angus Young – guitarra líder
- Malcolm Young – guitarra rítmica
- Rob Bailey – bajo
- Peter Clack – batería

### "Can I Sit Next to You Girl" (1975)
- Bon Scott – vocalista
- Angus Young – guitarra líder
- Malcolm Young – guitarra rítmica
- Mark Evans – bajo
- Phil Rudd – batería